# Galaxie de câmp
O galaxie de câmp este o galaxie care nu aparține unui grup sau unui roi de galaxii și, prin urmare, este izolată gravitațional.
Aproximativ 80% dintre galaxiile aflate pe o rază de 5 megaparseci de Sistemul Solar fac parte dintr-un grup sau un roi de galaxii.
Cele mai multe galaxii cu luminozitate redusă a suprafeței sunt galaxii din categoria galaxiilor de câmp.

## Listă
- NGC 16
- NGC 1208
- NGC 1214 ?
- NGC 1313
- NGC 2683
- NGC 2903
- NGC 3556
- NGC 3621
- NGC 4594
- NGC 4605
- NGC 4826
- NGC 6503